# Willow Rosenberg (Buffyverse)
Willow Rosenberg is een personage dat is gecreëerd voor de fantasietelevisieserie Buffy the Vampire Slayer (1997-2003). Ze is ontwikkeld door Joss Whedon en in de tv-serie gespeeld door Alyson Hannigan.
Willow speelt een integrale rol in de binnenste vriendenkring - de Scooby Gang genaamd - die Buffy Summers ondersteunt, een tiener die begiftigd is met bovenmenselijke krachten om vampiers, demonen en ander kwaad te verslaan in de fictieve stad Sunnydale. De serie begint als Buffy, Willow en hun vriend Xander in de 10e klas zitten en Willow is een verlegen, nerdachtig meisje met weinig zelfvertrouwen. Ze krijgt op den duur magische krachten en begint hekserij te studeren; naarmate de serie vordert, wordt Willow zekerder van zichzelf en worden haar magische krachten belangrijker. Haar afhankelijkheid van magie wordt zo zwaar dat het zich ontwikkelt tot een duistere verslavende kracht die haar meeneemt op een verlossende reis in een grote verhaallijn, wanneer ze de slechterik van het zesde seizoen wordt en dreigt de wereld te vernietigen in een vlaag van verdriet en woede.
De Buffy-serie werd enorm populair en kreeg een toegewijde fanbase; De intelligentie, het verlegen karakter en de kwetsbaarheid van Willow gaven veel sympathie in de vroege seizoenen bij kijkers. Van de kernpersonages verandert Willow het meest, en wordt het een complexe weergave van een vrouw wier krachten haar dwingen om een balans te zoeken tussen wat het beste is voor de mensen van wie ze houdt en wat ze kan. Haar karakter viel op als een positieve weergave van een joodse vrouw en op het hoogtepunt van haar populariteit werd ze verliefd op een andere vrouw, een heks genaamd Tara Maclay. Ze werden een van de eerste lesbische stellen op de Amerikaanse televisie en een van de meest positieve relaties van de serie. Ondanks dat het geen titulair personage is, onderscheidt Willow Rosenberg het op een na grootste aantal optredens in afleveringen van Buffy en de spin-off-serie Angel. Alyson Hannigan verscheen als Willow in alle 144 afleveringen van Buffy, evenals gastoptredens in drie afleveringen van de spin-off Angel, voor een totaal van 147 optredens op het scherm in de loop van beide series. Ze is ook te zien in de gecancelde animatieserie en videogame, die beide de stem van Hannigan hadden. Ook verschijnt ze in de vele Buffy-comics.

## Culturele impact
De religie en seksualiteit van Willow hebben van haar een rolmodel gemaakt voor het publiek. Whedon heeft haar Joodse identiteit echter vergeleken met haar seksualiteit, en stelt dat ze zelden een belangrijk aandachtspunt van de serie zijn. Willow herinnert soms de andere personages aan haar religie, zich afvragend wat haar vader zou denken van de kruisbeelden die ze op haar slaapkamermuur moet aanbrengen om vampiers buiten te houden, en merkt op dat de kerstman haar huis elke kerst mist vanwege de 'grote menora'. Buffy-essayist Matthew Pateman bekritiseert de show alleen omdat ze Willows joodse identiteit presenteert wanneer ze zich verzet tegen christelijke verklaringen van feestdagen en andere tradities. De New York Times noemde haar echter als een positief voorbeeld van een afbeelding van een joodse vrouw, die opviel tussen de afbeeldingen van joden als hard, onvrouwelijk en oppervlakkig. Producent Gail Berman stelt dat Willow "als Jood zichzelf prima kan redden, dank je wel".
In Queer Girls and Popular Culture stelt Susan Driver dat televisie aan kijkers toeschrijft hoe lesbiennes eruitzien en zich gedragen, en dat een realistische portrettering van meisjes buiten de norm van blanke, hogere of middenklasse en heteroseksueel uiterst zeldzaam zijn. Realistische verschijningen van lesbiennes zijn zo zeldzaam dat ze sterke rolmodellen worden en "hoop en verbeelding" mogelijk maken voor meisjes die worden beperkt door de omstandigheden in hun directe omgeving, die misschien geen andere homoseksuele mensen kennen. De tijd en ruimte die Willow krijgt om van een verlegen, bang meisje naar een zelfverzekerde vrouw te gaan die verliefd wordt op een andere vrouw, is sinds 2007 uniek op televisie; het komt niet in één flits of enkel moment voor. Het is een vooruitgang die een strikte definitie tart. Manda Scott in The Herald stelt dat Willow's gebrek aan paniek of twijfel aan zichzelf als ze beseft dat ze verliefd is op Tara, haar 'het beste rolmodel maakt waar een tiener om kan vragen'.
Toen kijkers beseften dat Willow verliefd werd op Tara, herinnerde Whedon zich dat sommigen de serie dreigden te boycotten en klaagden: 'Je hebt van Willow een pot gemaakt', waarop hij antwoordde: 'Dag. We zullen je heel veel missen.' Maar hij zei ook: "Voor elke (negatieve) post zegt iemand: 'Je hebt mijn leven een stuk makkelijker gemaakt omdat ik nu iemand heb met wie ik me kan identificeren op het scherm'." Er waren wel eerder homoseksuele personages afgebeeld op televisie, en destijds was de populaire sitcom Will & Grace in de ether. De HBO-special met lesbisch thema If These Walls Could Talk 2 won een Emmy. Drieëntwintig televisieshows toonden in 2000 een soortgelijk homoseksueel karakter. Deze andere personages waren echter meestal gedesexualiseerd, geen enkele was een partner of werd consistent aanhankelijk getoond tegenover dezelfde persoon. De relatie van Willow en Tara werd de eerste langdurige lesbische relatie op de Amerikaanse televisie. Jane Magazine prees Willow en Tara als een gedurfde representatie van homoseksuele relaties, en merkte op dat "ze elkaars hand vasthouden, langzaam dansen en 's nachts in bed liggen. Dat soort normaliteit zul je in Will en Grace niet vinden." Ondanks Whedons bedoelingen om Buffy niet te dwingen om problemen te overwinnen, zei dat Willows verkenning van haar seksualiteit 'een van de belangrijkste dingen bleek te zijn die we in de serie hebben gedaan'.
De culturele impact van Willow is op verschillende andere manieren opgemerkt. Patrick Krug, bioloog aan de California State University in Los Angeles, noemde een zeeslak met eigenschappen van seksuele flexibiliteit Alderia willowi, deels voor zijn grootmoeder en deels naar het personage Willow.

## Comics
Lijst van strips waar het personage Willow in verscheen, uitgebracht door Dark Horse Comics en IDW.
- Buffy the Vampire Slayer Classic-stripreeks (1998-2003)
- The Origin (1999)
- Tales of the Slayers: Broken Bottle of Djinn (2002)
- Buffy the Vampire Slayer Season 8 (2007-2011)
- Spike: Bedknobs and Boomsticks (2011)
- Spike: Something Borrowed (2011)
- Spike: Give and Take (2011)
- Buffy the Vampire Slayer Season 9 (2011-2013)
- Angel & Faith: Women of a Certain Age (2012)
- Angel & Faith: Family Reunion (2012)
- Willow: Wonderland (2012-2013)
- Angel & Faith: Where the River Meets the Sea (2014)
- Buffy the Vampire Slayer Season 10 (2014-2016)
- Buffy the Vampire Slayer Season 11 (2016-2017)
- Buffy the Vampire Slayer Season 12 (2018)

## Romans
Lijst van romans waar het personage Willow in verscheen, uitgebracht door Simon & Schuster. Als hoofdpersonage komt Willow in vrijwel alle Buffy-romans voor, onderstaande zijn de boeken waar ze prominent in voorkomt.
Buffy:
- The Harvest (1997)
- Halloween Rain (1997)
- Blooded (1998)
- The Willow Files, Volume 1 (1999)
- The Angel Chronicles, Volume 2 (1999)
- Unnatural Selection (1999)
- How I Survived My Summer Vacation, Volume 1 (2000)
- The Willow Files, Volume 2 (2000)
- Ghoul Trouble (2000)
- The Evil That Men Do (2000)
- Resurrecting Ravana (2000)
- Deep Water (2000)
- Revenant (2001)
- The Faith Trials, Volume 1 (2001)
- The Lost Slayer (#1−4) (2001)
- Tales of the Slayer, Volume 2 (2002)
- These Our Actors (2002)
- Chosen. The One (2003)
- The Darkening (Wicked Willow #1) (2004)
- Shattered Twilight (Wicked Willow #2) (2004)
- Broken Sunrise (Wicked Willow #3) (2004)
- Apocalypse Memories (2004)
- Queen of the Slayers (2004)
- Dark Congress (2007)